# Дарт Вейдер
Е́накін Скайво́кер (англ. Anakin Skywalker, 42 ДБЯ — † 4 ПБЯ), також відомий як Да́рт Ве́йдер (англ. Darth Vader) — центральний вигаданий персонаж кіноепопеї «Зоряні війни», а також усього однойменного вигаданого всесвіту. Один з головних героїв (як Енекін) та антагоністів (як Дарт Вейдер) кіноепопеї, джедай, що перейшов на Темний бік Сили та потім повернувся на Світлий. Маючи лише 34 хвилини екраного часу за всю оригінальну трилогію, Дарт Вейдер тим не менш є одним з найвпізнаваніших персонажів та франшизи та визнаний одним з найкращих лиходіїв в історії кіно.

## Біографія

Молодий Енакін Скайвокер

### Передбачення появи
За тисячі років до народження Енакіна в 3963 році ДБЯ джедай Каніл'я (англ. Q'Anilia) мала видіння Дарта Вейдера, Люка Скайвокера та Кейда Скайвокера.
Мати Енакіна — Шмі — стверджувала, що зачаття її сина відбулося без батька й вона не може цього пояснити. Джедай Квай-Гон Джинн вважав, що народження Енакіна є волею Сили. Також є відомості, що народження Скайвокера було спровоковано експериментами Дарта Плегаса (англ. Darth Plagueis) з безсмертям.

### Ранні роки (42— 32 рр. ДБЯ)

#### Рабство
Енакін Скайвокер народився на пустельній планеті Татуїн і з малих літ був у рабстві, як і мати. Родина спершу належала хатту Гардулі, котра програла Шмі й Енакіна работорговцеві Вотто. Хлопчик мусив працювати підмайстром, навчився ремонту і складання дроїдів та пілотуванню. В дитинстві Енакін зібрав із брухту дроїда C-3PO, до віку 9-и років зумів змайструвати летючий автомобіль і взяти участь у перегонах — поширеному видовищі на Татуїні.
Коли хлопчику виповнилося 9 років, його помітили майстер-джедай Квай-Гон Джин, королева Падме Амідала, гунган Джа-Джа-Бінкс і дроїд R2-D2, котрі шукали деталі для ремонту двигуна свого корабля. Квай-Гон розпізнав у Енакіні потенціал джедая, тому допоміг йому виграти перегони і викупив з рабства. Шмі при цьому викупити не вдалося і вона лишилася на Татуїні.

#### Навчання в ордені джедаїв
Вища рада джедаїв на планеті Корусант постановила, що Енакін вже не в тому віці, коли слід починати навчання на джедая. Згодом, під час нападу Торгової федерації, Енакін зумів вразити центр керування бойовими дроїдами, керуючи винищувачем. Квай-Гон загинув у бою з Дарт Молом і виховання Енакіна взяв на себе, за його останньою волею, учень Джина — Обі-Ван Кенобі. Гранд-майстер джедаїв Йода після цього вирішив посвятити Енакіна в падавани під наглядом Обі-Вана. Додатковою підставою стало пророцтво про Обраного, котрий відновить баланс Світлого й Темного боку Сили, а Йода вважав таким саме Енакіна.
Оскільки Енакін став падаваном занадто пізно, його навчання відбувалося прискореними темпами. Він став зверхнім і самовпевненим, але захоплювався майстерністю й мудрістю Обі-Вана, слухаючись його настанов. До 14 років юнак зібрав власний світловий меч на планеті Ілум. Його володіння бойовими мистецтвами високо оцінювалися Радою джедаїв і зрештою на нього звернув увагу канцлер Шив Палпатин, насправді прихований ситх Дарт Сідіус. Той зауважив, що джедаї не захищають порядок у Галактичній Республіці так, як могли б, що в подальшому зіграло важливу роль у формуванні світогляду Енакіна.

### Доросле життя (з 22 р. ДБЯ)

#### Боротьба з сепаратистами
Енакін разом із учителем брав участь у вирішенні багатьох конфліктів на території галактики. Під час сепаратистських рухів у Республіці його разом з Обі-Ваном було приставлено охороною до сенаторки Падме Амідали. Енакін зумів урятувати Амідалу від замаху, влаштованому Зам Вессел, котра у свою чергу була вбита Джанго Феттом. Дослідження походження знаряддя вбивства привело Обі-Вана до таємниці планети Каміно, відсутньої на джедайських картах. Він відвідав Каміно й дізнався, що там таємно виконується вирощення армії клонів на замовлення Федерації.
Охороняючи Падме, Енакін супроводжував її на планеті Набу, де вони зблизилися, але тоді без романтичних стосунків, які забороняв кодекс джедаїв. Незабаром видіння якоїсь загрози для Шмі спонукали Енакіна відвідати Татуїн. Дізнавшись, що матір викрали розбійники, він викрав байк і вирушив рятувати її, але виявив, що Шмі при смерті через скрутні умови в полоні. Коли мати померла у нього на руках, Енакін помстився розбійникам, вбивши всіх до одного. Після цього Скайвокер поклявся не допустити марної смерті будь-кого зі близьких.
Тим часом Обі-Ван вирушив на планету Геонозис за Джанго Феттом і виявив підпільні фабрики дроїдів, що створювали армії для сепаратистів. Коли він опинився в полоні, Енакін вирушив разом із Падме визволяти учителя. Внаслідок своєї самовпевненості Скайвокер утратив світловий меч і разом з Падме також опинився в полоні графа Дуку. Той відправив бранців на гладіаторську арену, сподіваючись на їхню неминучу смерть. Проте завдяки хитрості Амідали та вмінню Енакіна контролювати звірів план зірвався. В цей час джедай Мейс Вінду прибув на Геонозис із загоном джедаїв. Хоча їхні та сепаратистів сили виявилися нерівними, згодом прибуло підкріплення від армії клонів, очоленої Йодою. Енакін вирішив переслідувати графа Дуку, однак у бою з ним програв і втратив руку, що була замінена протезом.
Магістр Йода, бачачи нестриманість Енакіна, приставив до нього ученицю Асоку Тано. Енакін ставився до неї як поблажливий наставник і вона захоплювалася ним так само, як Енакін Обі-Ваном. Разом вони здійснили багато спільних операцій проти лідерів сепаратистів і їхніх спільників. Однак несправедливе звинувачення з боку джедаїв спонукало Асоку покинути орден. Це посилило переконання Енакіна в тому, що джедаї недостойні захищати Республіку.

#### Падіння на Темний бік
Енакін таємно одружився з Падме та став активним борцем у Війні клонів. У цей час Палпатин узявся переконувати Скайвокера в тому, що він надзвичайно здібний і більше не потребує вчителя. Коли на канцлера було вчинено вдаваний замах графом Дуку, Енакін з Обі-Ваном вирушив на його флагман на орбіті Корусанта. Лишившись сам-на-сам із Дуку, Енакін дослухався намови Палпатина й убив графа. Бачачи в Палпатині рішучого та справедливого лідера, Скайвокер став усе більше довіряти йому. Врешті канцлер призначив Енакіна своїм представником у Сенаті Галактичної Республіки й порекомендував підвищити його з падавана до магістра. Рекомендацію було відхилено, а Скайвокерові доручено слідкувати за канцлером. Це підірвало віру Енакіна в джедаїв як гарантію безпеки в галактиці. Він став бачити в них політиків, які лише прикривають власне прагнення до влади підтриманням порядку.
Незабаром він став бачити видіння смерті вагітної від нього Падме. Палпатин підштовхнув Енакіна до вивчення Темного боку Сили, обіцяючи, що той навчиться повертати померлих, як умів Дарт Плегас. Мейс Вінду, дізнавшись від Енакіна, що Палпатин — Лорд ситхів, спробував усунути його. Вдаючи з себе жертву політичних інтриг, канцлер переконав Скайвокера в тому, що джедаї намагаються забрати владу. Вінду ж, бачачи безмежну підтримку Палаптина, наважився самотужки вбити його, але був сам убитий Скайвокером. Розуміючи, що вчинив злочин, хоча й справедливий на його погляд, Енакін поклявся у вірності Палпатину. Той нарік його Дартом Вейдером і зробив своїм учнем, слідуючи Правилу Двох — одночасно в галактиці мусять бути двоє ситхів. Вчинок Вінду закріпив авторитет канцлера в Сенаті, що зрештою призвело до надання йому надзвичайних повноважень і обґрунтування перетворення Республіки на Імперію, а самого Палпатина на імператора.

#### Служіння Палпатину (з 19 р. ДБЯ)
Тим часом Палпатин, що стояв за обома сторонами Війни клонів, Республікою й сепаратистами, розосередив джедаїв по багатьох фронтах. У Храмі джедаїв на Корусанті здебільшого залишилися діти-юнлінги, яких канцлер наказав убити. Розчарований у джедаях Енакін у супроводі клонів убив усіх дітей і дорослих у Храмі. Паралельно Палпатин віддав Наказ 66 усім клонам — винищити джедаїв. Оскільки вони були розпорошені по галактиці та довіряли армії клонів, за лічені години майже всіх майстрів-джедаїв та їхніх падаванів було вбито. Лише деякі зуміли вціліти, серед них Йода й Обі-Ван. Останньому Йода наказав знищити Енакіна, який перейшов на Темний бік Сили. Кенобі звернувся за допомогою до Падме, проте вона не повірила в моральне падіння Скайвокера. Черговим завданням Вейдера стало вбити раду сепаратистів на планеті Мустафар, що мало завершити Війну клонів. Обі-Ван вирушив на бій зі зрадником туди сам.
Коли Падме вирушила до Енакіна на Мустафар, Обі-Ван проникнув на її корабель. Думаючи, що Амідала привела його з собою зумисне, Дарт Вейдер ледве не задушив її, після чого розпочав бій із колишнім учителем. Засліплений ненавистю, Вейдер не зумів протистояти Кенобі, той відрубав зраднику обидві ноги й руку, але не наважився власноруч убити. Енакін лишився на березі лавової ріки, де його одяг загорівся. Прибулий слідом Палпатин забрав його, проте тіло Скайвокера було вже вкрай скалічено. Підтримуючи в ньому життя Силою, Палпатин замінив пошкоджені органи протезами, після чого одягнув Дарта Вейдера в скафандр, який надалі підтримував його. При цьому Вейдер лишався при тямі, зазнаючи страшних мук, чим Сідіус планував посилити його негативні емоції, що живлять Темний бік. Невдовзі Падме померла при пологах, але її дітей за клопотанням Обі-Вана таємно було передано прийомним батькам. Так, донька Енакіна, Лея, потрапила до аристократичної родини планети Альдераан, а син, Люк, опинився на Татуїні. На Мустафарі Вейдер спорудив замок над давніми печерами ситхів, де його ненависть і бажання помсти посилювалися, живлячи Темний бік Сили й даючи могутність самому Дартові Вейдеру.
Дарт Вейдер присвятив життя служінню імператору Палпатину й боротьбі з ворогами Галактичної Імперії. Зокрема він винищував уцілілих джедаїв і розшукував артефакти ситхів. Знайшовши свою ученицю Асоку, пообіцяв їй життя в обмін на інформацію про місцеперебування решти. Вона не відразу повірила, що Дарт Вейдер — це Енакін Скайвокер, і відмовилася допомагати йому, після чого її доля лишилася невідомою. На допомогу в полюванні на джедаїв Сідіус створив угрупування імперських інквізиторів, керівником яких поставив Вейдера.
Вейдеру було доручено захопити викрадені креслення бойової станції «Зірка смерті», де містилися дані про вразливе місце цієї зброї. Лея Органа, не знаючи, що Дарт Вейдер — її батько, допомагала повстанцям і зуміла передати креслення дроїдам C-3PO і R2-D2. Захопивши Лею, Вейдер безуспішно намагався допитатися де знаходиться головна база повстанців і домігся свого тільки коли віддав наказ знищити «Зіркою смерті» Альдераан (однак, указана Леєю база виявилася покинутою). У цей час Обі-Ван розшукав Люка Скайвокера й побачив у ньому потенціал джедая. Він не розкрив Люкові правди про його батька, вигадавши, ніби Дарт Вейдер убив його. Коли Обі-Ван з Люком і контрабандистами, Ханом Соло й Чубаккою, прибули до уламків Альдераана, Дарт Вейдер відчув присутність учителя. Він вислідкував повстанців та встановив на їхній корабель «Тисячолітній сокіл» маячок, а сам зійшовся у двобої з Обі-Ваном. Ситх зумів убити вчителя, а за сигналом маячка знайшов справжню базу повстанців на супутнику планети Явін.
До того часу майже всіх джедаїв було винищено, а інквізицію розформовано за непотрібністю. Дарт Вейдер уважався єдиним й останнім, здатним користуватися Силою (справжня особа Палпатина лишалася таємницею для громадськості). У битві біля Явіна Вейдер особисто вилетів на бій із повстанцями, але недооцінив здібності Люка. Той зумів поцілити в уразливе місце «Зірки смерті», що спричинило вибух станції, який позбавив Імперію головного засобу терору. Сам Дарт Вейдер устиг відлетіти на безпечну відстань, але Сідіус лишився розчарований ним і вирішив схилити на темний бік Люка Скайвокера.

#### Повернення та смерть (4 рік ПБЯ)
Сідіус наказав Вейдерові захопити Люка, для чого той улаштував пастку в Небесному місті. До того часу Люк навчився від Йоди керувати Силою й зійшовся з батьком у поєдинку. Вейдер намагався переконати сина приєднатися до нього та в бою відрубав йому кисть, однак той не піддався й був урятований друзями.
В ході будівництва другої «Зірки смерті» Вейдер заманив Люка до пастки та знову спробував переконати об'єднатися з ним. Хоча той визнав Енакіна своїм батьком, але відмовився мати з ним які-небудь стосунки. Разом із тим Люк сам переконував батька в тому, що в ньому лишилася частка добра й він здатний допомогти повстанню проти гніту Імперії. Коли Дарт Вейдер привів сина до Сідіуса, той також переконував його служити Імперії, а після відмови наказав убити. Люк вийшов переможцем і Сідіус став підмовляти його добити Вейдера, а потім розпочав болісно вбивати. Усвідомивши, що був для владики ситхів тільки маріонеткою, Вейдер знову став Енакіном Скайвокером і скинув Сідіуса до шахти станції. Знищенням Сідіуса він повернув баланс Сили, як і говорило пророцтво, але зазнав тяжких ушкоджень костюма. Дарт Вейдер урятував таким чином Люка й повернувся на Світлий бік Сили, але вирішив померти на «Зірці смерті».

### Після смерті (з 4 р. ПБЯ)
Як і більшість сильних джедаїв, після смерті Енакін Скайвокер став привидом Сили. Разом з Обі-Ваном і Йодою він з'явився Люкові під час святкування перемоги повстанців над Імперією. Походження його дітей тривалий час трималося в таємниці. Лея зробила успішну політичну кар'єру в Новій Республіці, проте коли з'ясувалося, що Дарт Вейдер був її батьком, це стало причиною її відставки. Люк відродив орден джедаїв, але син Леї та Хана Соло Кайло Рен, довідавшись хто був його дідом, захопився дослідженням Темного боку Сили. Врешті він став бачити в Дарті Вейдері ідеал ситха й намагався його наслідувати. Він так само вчинив різанину джедаїв і приєднався до Верховного Порядку — організації-спадкоємиці Галактичної Імперії. Він став служити її лідерові, ситху Сноуку, хоча й вагався у своїх здібностях.

## Особисті відомості

### Образ і характер
Багато рис характеру Енакіна визначилися його дитинством. Розлучення з матір'ю стало підставою для страху Енакіна втратити близьких. Оскільки в дитинстві він був рабом, у старшому віці ненавидів рабовласників. Скайвокер рідко згадував тяжке дитинство і ділився своїми переживаннями тільки з тими, кому найбільше довіряв.
Виховуючись здебільшого Обі-Ваном Кенобі, Енакін Скайвокер ставився до нього як до батька, але з віком їхні стосунки стали більш братськими. Подорослішавши, він став імпульсивним і нерідко проявляв надмірну саможертовну відданість. Скайвокер, попри осуд джедаїв, часом здійснював жорстокі вчинки, що виправдовував слідуванням кодексу джедаїв і творенням справедливості.
Після поразки на Мустафарі Дарт Сідіус врятував свого учня, замінивши йому кінцівки протезами та одягнувши на нього чорний скафандр, який підтримував життя. Скафандр повністю закривав тіло Вейдера, збільшував його зріст і разом з чорним плащем надавав зловісного вигляду. Енакін не одразу опанував своїм новим тілом, а надалі мусив користуватися вбудованим у скафандр дихальним апаратом, який надавав голосу загрозливого басу і шиплячого дихання.
Як Дарт Вейдер, він став більш стриманим і дисциплінованим. Свої страждання через каліцтва і втрату найближчих друзів він сприймав як джерело самовдосконалення, що робить його сильнішим. Вірно і неухильно служачи Палпатину, він вимагав того самого від підлеглих. Вейдер без жалю вбивав ворогів (якщо тільки помилування не обіцяло більшої практичної користі) і навіть офіцерів Імперії, якщо ті провалювали його завдання.

### Сили та спроможності
Енакін Скайвокер мав у крові надзвичайно багато мідіхлоріанів, тому володів дуже великим потенціалом у використанні Сили. Навчаючись в Ордені джедаїв під керівництвом Обі-Вана Кенобі, Енакін був одним з наймогутніших адептів Світлого боку Сили свого часу. Однак Енакіна більше приваблювали бойові навички, а через самовпевненість Скайвокер вважав, що сам краще знає як навчатися. Успіхи порівняно з однолітками та похвали Палпатина тільки посилювали його гординю, що повільно схиляло на Темний бік.
Володіння світловим мечем включало застосування Форми 5 — відбивання ворожих пострілів і навіть повернення їх у стрільця, що перетворювало захист у напад. Також Енакін використовував Форму 4 — акробатичну техніку, що дозволяла одночасно битися проти кількох ворогів з відбиванням пострілів на відкритих просторах. Енакін мав здібності до телекінезу, а ставши Дартом Вейдером, навчився використовувати його для повалення і задушування ворогів на відстані, а також дистанційного активування світлового меча.
Використовуючи Силу, Енакін був здатний відчувати що діється поза полем зору, навіть у сусідніх приміщеннях. Його спроможності дозволяли і відчувати приховані почуття навколишніх та сильні збурення Сили, такі як присутність джедаїв. Крім того він умів створювати бар'єр Сили для захисту від атак і здійснювати стрибки на кілька десятків метрів. Скафандр давав змогу перебувати у вакуумі та відкритому космосі.

## Розробка образу

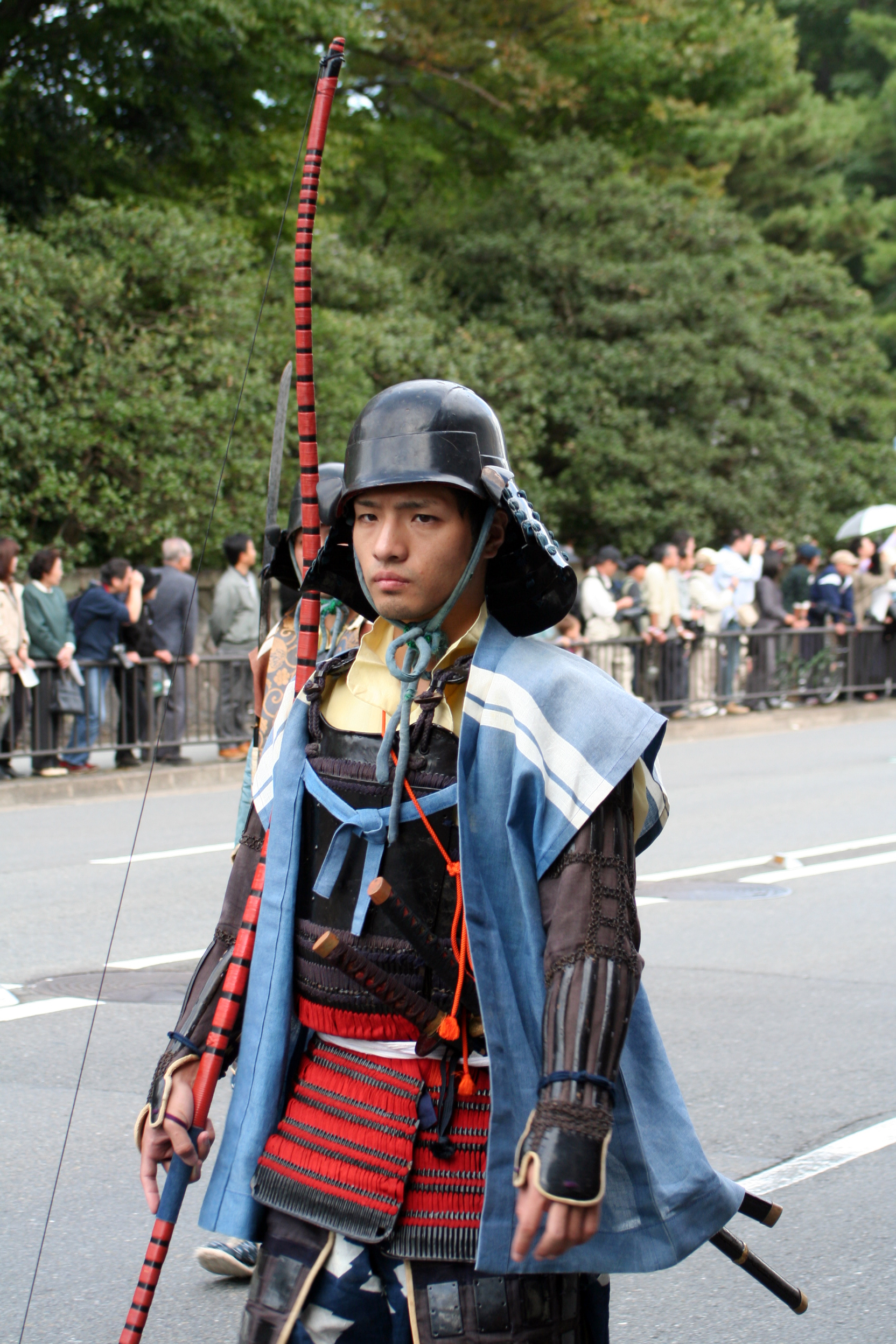
Самурайські обладунки послугували одним з джерел образу Дарта Вейдера

Перші згадки про цього персонажа містяться в сценарії «Зоряних війн» 1975 року. Джордж Лукас, працюючи над сценарієм «Нової надії», спершу дав ім'я Дарт Вейдер одному з імперських генералів. За легендою, воно з'явилося як перекручене Дар Вєтєр — так звали персонажа «Туманності Андромеди» радянського письменника Івана Єфремова. Лукас вигадав Вейдера-кіборга для вступної сцени, де той мав би в костюмі та масці увірватися на корабель повстанців з космосу. Лиходій, як і його керівник Палпатин, уявлялися режисеру в чорному, за аналогією до військ СС. Ім'я Енакін Лукас утворив від прізвища свого друга, кінорежисера Кена Аннакіна.
Образ Дарта Вейдера розробили дизайнери Ральф МакКеррі та костюмер Джон Молло. Основою для його скафандра послугували самурайські обладунки, форма французьких солдатів Першої світової війни та нацистські шоломи. Деталі костюма виготовив скульптор Браян Муйр під розміри актора і бодібілдера Девіда Проуса, доти відомого за ролями лиходіїв у фантастичних фільмах. Джордж Лукас пропонував обрати кого грати, Чубакку чи Вейдера і Проус вирішив взяти роль Вейдера, вважаючи цього персонажа більш яскравим. Зйомки перших сцен з ним почалися 26 квітня 1976 року. За задумом Лукаса, озвучувати Дарта Вейдера мусив інший актор. Ним став Джеймс Ерл Джонс, а звуковий дизайнер Бен Бартт додав попискування і клацання механізмів, щоб підкреслити, що Вейдер — кіборг. Він же вигадав і дихання Вейдера, записуючи власний подих крізь водолазну маску.
На зйомках використовувався єдиний костюм, тож для «Імперія завдає удару у відповідь» було створено новий. Він відрізнявся підсвіткою, різнокольоровими кнопками на грудній панелі та написами основною галактичною мовою. Пояс було доповнено коробочками, перемикачами і вогниками. Трикутний респіратор став більшим, а зону шолома від шиї до рівня щік було виготовлено з тонованого акрилу, крізь який Проус міг додатково дивитися. Для «Повернення джедая» було виготовлено ще один варіант, який розробив дизайнер Фред Гоул і змайстрував Браян Арчер. Шолом отримав нове підборіддя та внутрішні деталі, що дозволяло зняти верхню частину. Завдяки спеціальному обмежувачу зображався перелом руки після битви з Люком.
Лукас приховував, що Дарт Вейдер є батьком Люка Скайвокера навіть від колег. Так, на знімальному майданчику «Імперія завдає удару у відповідь» актор говорив «Обі-Ван убив твого батька», що в прокаті було замінено на «Я твій батько».

## Дарт Вейдер у масовій культурі
Дарт Вейдер є одним з найпопулярніших персонажів «Зоряних Війн», попри те, що має образ лиходія. Енакін до свого морального падіння при цьому лишається одним з найменш популярних. Журнал «Empire» у 2015 році поставив Дарта Вейдера на 9-е місце у переліку 100 найкращих персонажів фільмів. Сайт «IGN» у 2018 присудив йому 1-е місце серед найбільших вигаданих лиходіїв.
Для популярності Дарта Вейдера існує ціла низка підстав. Передусім, він дуже виразний лиходій, який має типові ознаки сил зла: асоціюється з темрявою, має каліцтва. Філософія Сили, що почасти нагадує філософію даосизму, підштовхує до думки, що Дарт Вейдер, поєднуючи в собі Темний і Світлий бік Сили, потенційно є настільки ж могутнім прибічником добра, як і зла. Він уособлює ідеал начальника, котрий водночас жорстокий і надзвичайно ефективний; він технократ, що розглядає підлеглих як інструменти. Славой Жижек писав, що Дарт Вейдер ілюструє те, як пристрасть, навіть до найкращого, як-от встановлення порядку та справедливості, зрештою перетворює добрі прагнення в їхню протилежність. Зокрема, Дарт Вейдер — це застереження, що демократія містить в собі зародок тоталітаризму. В юнгіанському трактуванні Дарт Вейдер уособлює Тінь, несвідому частину особистості, яку свідома частина не бажає асоціювати з собою. За такого підходу це всі ті негативні риси, які будь-яка людина не бажає в собі визнавати, що зокрема ілюструє епізод, де Люк у видінні перемагає Вейдера і бачить під його маскою власне обличчя. Маска Дарта Вейдера також символічна, вона демонструє відстороненість персонажа від світу, небажання співчувати. Тільки знявши її, та показавши своє скалічене обличчя, Дарт Вейдер сповна повертається на бік добра.
23 жовтня 2015 в Одесі на території заводу «Пресмаш» був відкритий пам'ятник Дарту Вейдеру, який був перероблений з Леніна. В шоломі героя розташований Wi-Fi роутер, який безкоштовно роздає інтернет.